# 清水彩香
清水 彩香（しみず あやか、1987年12月19日 - ）は、日本の女性声優。大阪府出身。マウスプロモーション所属。

## 略歴
声優を職業として認識した理由は小学生の頃に見ていた映画『魔女の宅急便』で主役のキキを演じていた高山みなみが、男女を問わず色々なキャラクターを演じていることに気付き、興味を持つようになったからである。
高校生になり、将来の進路を考えていた時、声優以外になりたい職業がなく、「向いているかどうか、やるだけやってみよう!」と高校と並行して養成所に通い始めた。それでも気持ちは変わらず、アミューズメントメディア総合学院に進学し、演技の勉強を続けていくうちに芝居自体が楽しくなったという。
卒業を間近に控え、講師から推薦をもらい、AIR AGENCYのオーディションを受けたところ、最終面接で当時、代表だった藤原啓治から「君、合格ね」と言われて採用されたという。1次面接後は「絶対に落ちた」と思い、帰り道は「声優になるには、来年以降どうしよう?」と悩んだくらいだったことから寝耳に水、急な決定で、引っ越しもバタバタだったという。
『西洋骨董洋菓子店 〜アンティーク〜』でアニメデビュー。当時は有名な先輩声優を前にあがりまくり、数言のセリフがうまく言えず、収録後に落ち込み、放映を見て「緊張している場合じゃない!」と反省していたという。以来、2009年時点では「自分らしく感じたままを出すこと」を第一に考えているという。
初レギュラーは『ささめきこと』の朱宮正樹役となる。『ささめきこと』のオーディションを受けるにあたり原作を読んでいた時、「朱宮正樹役は誰がやるんだろう? この役をやれたら面白いだろうな〜」と思っていた。合格の知らせを受けた時は夢のようで何度も確認してしまった。前述のとおり、男性も女性も演じる高山みなみが目標である清水にとって、初の男性役となる『ささめきこと』は大きな一歩となった。
2020年12月31日付でAIR AGENCYを退所し、2021年1月1日付でマウスプロモーションに移籍。

## 人物
専門学校時代、無理したり緊張しがちだったが、周囲が「そのままでいいんだよ」と言ってくれた。当時は、そのアドバイスを消化しきれておらず、2009年時点では色々な仕事をさせてくれるようになり、その言葉の意味、大切さを改めて感じているという。
趣味として麻雀、特技としてカクテル作りをそれぞれ挙げている。
12歳の頃から家族麻雀レベルだが、麻雀を始めた。2009年時点では、携帯電話のアプリゲームで遊んでいるという。
カクテルはバーテンダーのアルバイトで身につけた技術で2009年時点では修行中だが、シェーカーは振れるという。バーは国内外、業種を問わず色々な人物が訪れるため、面白い話がいっぱい聞いており、役作りの面でも役立っていると語る。
四姉妹弟で、2つ下と5つ下の妹と7つ下の弟がいる。

## 出演
太字はメインキャラクター。

### テレビアニメ
2008年
- 西洋骨董洋菓子店 〜アンティーク〜（女性客、メイド）

2009年
- うちの3姉妹（トレーナー）
- ささめきこと（朱宮正樹）
- はじめの一歩 New Challenger

2010年
- おおきく振りかぶって 〜夏の大会編〜（花井遥）
- カッコカワイイ宣言!（みきちゃん、女子生徒2）
- 君に届け（女子中学生C）
- 爆丸バトルブローラーズ シリーズ（2010年 - 2011年、子供、ロビン） - 2シリーズ

2011年
- べるぜバブ（2011年 - 2012年、古市ほのか、飛鳥涼子、女子C、オカズちゃん、女子生徒A、女子生徒C）

2012年
- 銀河へキックオフ!!（女子選手）
- BTOOOM!（女生徒たち）

2013年
- しろくまカフェ（女子）

2015年
- アイカツ!（西園寺つばき）
- ゴッドイーター（看護師）
- 少年ハリウッド -HOLLY STAGE FOR 50-（ファン）
- 響け!ユーフォニアム（2015年 - 2016年、吹奏楽部員） - 2シリーズ
- モンスター娘のいる日常（ガン黒女）

2016年
- ジョジョの奇妙な冒険 ダイヤモンドは砕けない（女性、女性A、看護士）
- スカーレッドライダーゼクス（麻黄アキラ）
- ハイスクール・フリート（若狭麗緒、藤田優衣）
- ビッグオーダー（女子アナウンサー、小松志帆、井上看護師、記者B）
- 迷家-マヨイガ-（マイマイ、らぶぽん母）
- 無彩限のファントム・ワールド（生徒、女の子）

2017年
- テイルズ オブ ゼスティリア ザ クロス（グレンの妻）
- 政宗くんのリベンジ（2017年 - 2023年、小岩井成乃、こびと、寧子の従姉妹〈百合子〉） - 2シリーズ
- アトム ザ・ビギニング（大石リンダ）
- 18if（エゴエス、ニュースキャスター、佳世の母、アイリのおばあちゃん、美礼の母 他）
- ひとりじめマイヒーロー（松沢、ササニシキ、小学生健介）
- 魔法陣グルグル（妖精B）
- つうかあ（川真田かなえ）
- 十二大戦（B国高官、相手の門下生）

2018年
- メルヘン・メドヘン（2018年 - 2019年、美沙、イザベラ）
- 斉木楠雄のΨ難（女子生徒B、スタッフ、ビーナス月子）
- 刀使ノ巫女（米村孝子）
- ポプテピピック（ホステスB）
- かくりよの宿飯（竹、菊乃、一つ目の子供・兄、管子猫A、仲居B 他）
- 魔法少女サイト（川野愛、女子生徒A、アナウンサー）
- 新幹線変形ロボ シンカリオン（通行人）
- ガンダムビルドダイバーズ（有志連合ダイバー）
- Back Street Girls -ゴクドルズ-（ユミ）
- とある魔術の禁書目録III（2018年 - 2019年、エンジニア、女性パイロット）
- ユリシーズ ジャンヌ・ダルクと錬金の騎士（娼婦B、町女B）
- 抱かれたい男1位に脅されています。（佐々木里奈）

2019年
- 荒野のコトブキ飛行隊（ユーリア）
- ワンパンマン（アナウンス、ワガンマ、女性）
- なんでここに先生が!?（女子生徒、立花の母）
- ぼくたちは勉強ができない（仲居） - 2シリーズ
- 女子高生の無駄づかい（1年1組の女生徒）
- 鬼滅の刃（2019年 - 2024年、隠） - 2シリーズ
- 戦×恋（早乙女三沙）
- あひるの空（女子）
- 慎重勇者〜この勇者が俺TUEEEくせに慎重すぎる〜（バニーガール）

2020年
- アイカツオンパレード!（西園寺つばき）
- 異種族レビュアーズ（マヨスペル）
- ちはやふる3（女子選手）
- Lapis Re:LiGHTs（教師、女中）
- ハクション大魔王2020（若い女性）
- キングスレイド 意志を継ぐものたち（街人）
- まえせつ!（藁猪野あらし、生徒）
- 炎炎ノ消防隊 弐ノ章（システム音声）
- ダンジョンに出会いを求めるのは間違っているだろうかIII（ヘルガ、セイレーン）
- A3!（観客）
- 土下座で頼んでみた（大阪朱莉、喜屋武珠）
- ひぐらしのなく頃に業 / 卒（2020年 - 2021年、大家、ダビンチの客） - 2シリーズ
- 無能なナナ（細川ヒトミ）

2021年
- 2.43 清陰高校男子バレー部（黒羽の母）
- ホリミヤ（小学校の先生）
- 転生したらスライムだった件 転スラ日記（サイカ）
- Vivy -Fluorite Eye's Song-（コンシェルジュ女性AI）
- 86-エイティシックス-（ヒアデス）
- フルーツバスケット（女中）
- Fairy蘭丸〜あなたの心お助けします〜（女性）
- EDENS ZERO（タンチモ）
- 精霊幻想記（テナシナ）
- 舞妓さんちのまかないさん（女子学生、舞妓）
- 無職転生 〜異世界行ったら本気だす〜（女性）
- 吸血鬼すぐ死ぬ（エリ、オバチャン、オタ友人C、おばさんA）
- 世界最高の暗殺者、異世界貴族に転生する（コライド侯爵）
- ビルディバイド（2021年 - 2022年、置有深雪） - 2シリーズ
- 見える子ちゃん（化け物）
- プラチナエンド（一の母）
- ブルーピリオド（橋田の姉）

2022年
- オリエント（町人、タメ五郎、兄、武蔵の親類、子供、みしま） - 2シリーズ
- ハコヅメ〜交番女子の逆襲〜（優太の母）
- その着せ替え人形は恋をする（2022年 - 2025年、花岡先生 / 花岡多絵、客） - 2シリーズ
- フットサルボーイズ!!!!!（久保田）
- ヒーラー・ガール（病院の人々）
- 3秒後、野獣。〜合コンで隅にいた彼は肉食でした（女A、先輩、悠人の母）
- ちみも（家政婦）
- 咲う アルスノトリア すんっ!（エンキリディオン）
- うちの師匠はしっぽがない（若狸B、芸者1）
- 陰の実力者になりたくて!（生徒）
- 恋愛フロップス（AI店員）
- BLEACH 千年血戦篇（美女）

2023年
- スパイ教室
- ジョジョの奇妙な冒険 ストーンオーシャン（通行人B）
- 転生貴族の異世界冒険録〜自重を知らない神々の使徒〜（メイドA、街のおばさん②）
- 僕の心のヤバイやつ（客C）
- 実は俺、最強でした?（フレイ）
- 悲劇の元凶となる最強外道ラスボス女王は民の為に尽くします。（マリー）
- Paradox Live THE ANIMATION（女性客、アレンの母）
- ラグナクリムゾン（女性たち、高級クラブの女性、街の人々）
- 盾の勇者の成り上がり Season3（エレナ）
- るろうに剣心 -明治剣客浪漫譚- (2023)（患者）
- め組の大吾 救国のオレンジ（女性A）

2024年
- クレヨンしんちゃん（パーティー客D）
- 真の仲間じゃないと勇者のパーティーを追い出されたので、辺境でスローライフすることにしました2nd（ジェムジャイアント母親）
- ループ7回目の悪役令嬢は、元敵国で自由気ままな花嫁生活を満喫する（ディアナ）
- 結婚指輪物語（ネフリティス母）
- 月刊モー想科学（リリィ）
- アストロノオト（女子）
- アイドルマスター シャイニーカラーズ（記者）
- ただいま、おかえり（和彦の母）
- 魔法科高校の劣等生（津久葉家当主）
- 【推しの子】（メイク）
- 杖と剣のウィストリア（サリサ・アルフェルト）
- ありふれた職業で世界最強 season 3（疾影のラナインフェリナ）
- 合コンに行ったら女がいなかった話
- 来世は他人がいい（女客）
- トリリオンゲーム（蜜園フラワースタッフ）

2025年
- グリザイア:ファントムトリガー（リポーター）
- ロックは淑女の嗜みでして（佐久間〈フルート〉）
- TO BE HERO X（男の子）
- フェルマーの料理（女性）

### 劇場アニメ
2010年代
- アイカツ! 〜ねらわれた魔法のアイカツ!カード〜（2016年、西園寺つばき）
- 響け!ユーフォニアム（2016年 - 2019年、吹奏楽部員） - 3作品
- ずんだホライずん（2017年、北海道めろん）
- フリクリ プログレ（2018年、ミサキ）

2020年代
- 劇場版 ハイスクール・フリート（2020年、若狭麗緒）
- Tokyo 7th シスターズ -僕らは青空になる-（2021年、臼田スミレ）
- 映画大好きポンポさん（2021年、ノラ）
- サイダーのように言葉が湧き上がる（2021年）
- 怪盗クイーンはサーカスがお好き（2022年、伊藤真里）
- 機動戦士ガンダムSEED FREEDOM（2024年）

### OVA
- 君のいる町（2014年、風夏）
- ビッグオーダー（2015年、井上看護師） - コミックス第8巻 オリジナルアニメBD付き限定版
- 無彩限のファントム・ワールド 番外編（2016年、生徒）
- OVA ハイスクール・フリート（2017年、若狭麗緒、藤田優衣）
- 政宗くんのリベンジ（2018年、小岩井成乃） - コミックス第10巻OAD付き特装版
- ストライク・ザ・ブラッド IV（2020年、女子高生）

### Webアニメ
2010年代
- カッコカワイイ宣言!（2010年、みきちゃん、女子生徒2）
- 清桜アニメ（2017年、清水彩香）
- モンスターストライク（2018年、クロッチ）
- キャノン・バスターズ（2019年、ブリッジ）
- SDガンダムワールド 三国創傑伝（2019年、大喬ガンダムアルテミー）
- 斉木楠雄のΨ難 Ψ始動編（2019年、ビーナス月子）
- アニメぷそ煮コミ（2019年、ドルチェ）

2020年代
- マウスどうぶつえん（2022年 - 、キジトラのあやか）
- 極主夫道（2021年、販売員A）
- ロマンティック・キラー（2022年、りぽりん）

### ゲーム
2008年
- 赤い糸 DS
- ヴァルハラナイツ2（ピクシー・レイコ）

2009年
- 剣と魔法と学園モノ。2G（パスタ）

2011年
- グロリア・ユニオン（フィービー、ジゼル）
- とある科学の超電磁砲（制裁指導、ウエイトレス）

2013年
- 百鬼夜行〜怪談ロマンス〜
- 大正鬼譚（桂木桃華）

2014年
- 大正鬼譚〜言ノ葉櫻〜（桂木桃華）
- Tokyo 7th シスターズ（臼田スミレ）

2015年
- Diss World（マジョルカ）
- 戦魂

2016年
- スカルガールズ（アンブレラ、フェン、ヴィクトリア先生）
- 蒼穹のスカイガレオン（アナーヒター）
- マクロスΔスクランブル（ケイオス オペレーター）
- 刻のイシュタリア（ダイタロス、ナツハ）

2017年
- ブルー リフレクション 幻に舞う少女の剣（三井香織）
- WHITEDAY 〜学校という名の迷宮〜（四宮しずく）
- クイズRPG 魔法使いと黒猫のウィズ（ミューズ）
- 麻雀 闘牌コロシアム（ネスコ）
- セヴンデイズ あなたとすごす七日間（百目鬼イチル）
- 誰ガ為のアルケミスト（アハト）
- Q&Qアンサーズ（カレン）

2018年
- リング☆ドリーム 女子プロレス大戦（甘粕己虎）
- 編隊少女-ファーメーションガールズ-（レーシィ・シャシュカ）
- 戦の海賊（アリシア）
- ダンまつま！（リャナンシー ルーシェ）
- 世紀末デイズ（天城喜羅々、根津初果）
- 天華百剣 -斬-（鶯丸友成）
- 幻想契約クリプトラクト（シャール、レベリア、ローザリンデ、エンプシア）

2019年
- ハイスクール・フリート 艦隊バトルでピンチ!（若狭麗緒）
- ディスティニーチャイルド（クババ〈キズナ開放後〉）
- LOST:SMILE memories + promises（みひろさん）
- アズールレーン（コンテ・ディ・カブール、ジュリオ・チェザーレ）
- メリーガーランド（ヴァーヴ）
- 萌酒ボックス（黒猫の百合）

2020年
- ファンタシースターオンライン2 es（ドルチェ、バルレトラ、リュミエルクレール）

2021年
- ウマ娘 プリティーダービー（2021年 - 2022年、黒髪ボブのウマ娘）
- 咲う アルスノトリア（エンキリディオン）
- ジャックジャンヌ
- アクション対魔忍（ふうま時子）
- ワールドフリッパー（メムラム）
- タイムディフェンダーズ（アキレウス）
- ナナリズムダッシュ（イルン）
- ブラウンダスト（ロミエン）

2022年
- レゴ スター・ウォーズ：スカイウォーカー・サーガ
- League of Angels 3（レイヴン）

2023年
- モンスターストライク（2023年 - 2024年、ハーメルン・パイプ、変若水）
- ホグワーツ・レガシー（ミラベル・ガーリック）
- ストリートファイター6（市民）

2024年
- ゴブリンスレイヤー -ANOTHER ADVENTURER- NIGHTMARE FEAST
- BAR ステラアビス（マスター）
- メタファー：リファンタジオ

### ドラマCD
- ささめきことオリジナルドラマCD 純夏の一番長い日（2009年、朱宮正樹）
- 美貌の挑発（2010年、美香）
- ウルトラ怪女子（2014年、ジェロニモン）
- 嘘つきボーイフレンド〜本気のボーイフレンド〜（2015年、役名なし[59]）
- ダンガンロンパ 黄桜公一の出立（2016年、役名不明） - 『ダンガンロンパ3 -The End of 希望ヶ峰学園-』Blu-ray第3巻特典CD
- スカーレッドライダーゼクス ホワイト・ミッション（2017年、麻黄アキラ）[60]
- チョコレート・ヴァンパイア（2018年 - 2022年、美崎千代） - 4作品[一覧 10]
- 抱かれたい男1位に脅されています。 5（2018年、田村真由）
- 学園キノ（2020年、生徒会女子） - 『キノの旅 -the Beautiful World- the Animated Series』BD BOX特典CD[61]
- 響け！ユーフォニアム 5th Anniversary Disc 〜きらめきパッセージ〜（2021年、吹奏楽部員[62]）
- 囀る鳥は羽ばたかない（2021年、役名なし）
- 不屈のゾノ（2021年、愛菜）
- 悪役令嬢ですが攻略対象の様子が異常すぎる（2023年、ミスティア・アーレン[63]）
- 偏愛ドラマティック・モンスター（2023年、役名なし[64]）

### 吹き替え

#### 実写
- ダークネスナイト（2008年、ティファニー）
- コールドケース7 ザ・ファイナル（2011年、バニー）
- ラグナロク オーディン神話伝説（2014年、ラグニルト）
- アウトサイダー（2017年、ダーシャ）
- リベンジ・スワップ（2022年）
- ファントム・パピーズ（2022年）

#### アニメ
- スーパーウィングス（スワンピー）

### デジタルコミック
- VOMIC ストロボ・エッジ（環）
- +Voice かむかむバニラ!（キリコ[65]）
- +Voice 瞳のフォトグラフ（瀬名ユカリ）
- ジャンプチャンネル まとはずれQ道部（2021年、石井有実[66]）
- ジャンプチャンネル 花は死にたがる（2021年、水島の母[67]）

### ラジオ
※はインターネット配信。
- 迷家‐マヨイガ‐「納鳴村 村役場広報課」（2016年、音泉※）
- 清桜〜ラジオはじめました〜（2016年 - 2020年、音泉※）[68]

### DVD・BD
- Tokyo 7th シスターズ  t7s 1st Anniversary Live in Zepp Tokyo 15'→34'　〜H-A-J-I-M-A-L-I-V-E-!!〜(2015年10月)
- Tokyo 7th シスターズ  t7s 2nd Anniversary Live 16'→30'→34' -INTO THE 2ND GEAR-』(2017年1月)
- t7s 3rd Anniversary Live 17'→XX -CHAIN THE BLOSSOM- in Makuhari Messe（2017年9月）[69]
- Tokyo 7th Sisters Memorial Live in NIPPON BUDOKAN “Melody in the Pocket”（2019年2月）[70]
- t7s 4th Anniversary Live -FES!! AND YOUR LIGHT- in Makuhari Messe（2019年7月）[71]
- t7s 5th Anniversary Live -SEASON OF LOVE- in Makuhari Messe（2020年3月）[72]

## ライブ
- Tokyo 7th シスターズ t7s 1st Anniversary Live 15’→34’ H-A-J-I-M-A-L-I-V-E-!!（2015年05月31日、Zepp Tokyo）
- Tokyo 7th シスターズ t7s 2nd Live 16'→30'→34' -INTO THE 2ND GEAR-（2016年08月21日、パシフィコ横浜）
- Tokyo 7th シスターズ t7s LIVE -INTO THE 2ND GEAR 2.5- (2017年1月15日、なんばHatch)
- Tokyo 7th シスターズ t7s 3rd Anniversary Live 17'→XX' -CHAIN THE BLOSSOM- IN Makuhari Messe (2017年4月22日、23日幕張メッセイベントホール)
- Tokyo 7th シスターズ メモリアルライブ 『Melody in the Pocket』 in 日本武道館（2018年7月20日 、日本武道館 ）[73]
- Tokyo 7th シスターズ 4th Anniversary Live -FES!! AND YOUR LIGHT- in Makuhari Messe -（2018年10月20日-21日、幕張メッセイベントホール）[74]
- Tokyo 7th シスターズ 5th Anniversary Live -SEASON OF LOVE- in Makuhari Messe（2019年7月13日 - 14日、幕張メッセ国際展示場9-11ホール）[75]
- Tokyo 7th シスターズ Live - NANASUTA L-I-V-E!! - in PIA ARENA MM（2021年7月3日 - 4日、ぴあアリーナMM）[76]
- Tokyo 7th シスターズ Live Tokyo-7th FESTIVAL in Ryogoku Kokugikan（2022年2月26日 - 27日、両国国技館）[77]
- Animelo Summer Live 2022 -Sparkle-（2022年8月28日、さいたまスーパーアリーナ）[78]
- Tokyo 7th シスターズ 6+7+8th Anniversary Live Along the way（2022年11月19日 - 20日、幕張メッセ、2022年12月18日、ぴあアリーナMM）[79]

### その他コンテンツ
- A-koe 熾天使空域（霞ヶ浦海咲）[80]

## ディスコグラフィ

### キャラクターソング
| 発売日   | 商品名                                                  | 歌 | 楽曲                                                               | 備考                                                        |
| 2014年   | 2014年                                                  | 2014年 | 2014年                                                             | 2014年                                                      |
| -------- | ------------------------------------------------------- | --- | ------------------------------------------------------------------ | ----------------------------------------------------------- |
| 4月23日  | t7s Re:Longing for summer                               | SiSH | 「AOZORA TRAIN」                                                   | ゲーム『Tokyo 7th シスターズ』関連曲                        |
| 2015年   |                                                         | |                                                                    |                                                             |
| 5月20日  | H-A-J-I-M-A-L-B-U-M-!!                                  | 777☆SISTERS | 「H-A-J-I-M-A-R-I-U-T-A-!!」 「Cocoro Magical」 「KILL☆ER☆TUNE☆R」 | ゲーム『Tokyo 7th シスターズ』関連曲                        |
| 5月20日  | H-A-J-I-M-A-L-B-U-M-!!                                  | SiSH | 「お願い☆My Boy」                                                  | ゲーム『Tokyo 7th シスターズ』関連曲                        |
| 7月29日  | 僕らは青空になる/FUNBARE☆RUNNER                         | 777☆SISTERS | 「僕らは青空になる」 「FUNBARE☆RUNNER」                            | ゲーム『Tokyo 7th シスターズ』関連曲                        |
| 12月9日  | Snow in “I love you”/ハネ☆る!!                          | 777☆SISTERS | 「Snow in “I love you”」                                           | ゲーム『Tokyo 7th シスターズ』関連曲                        |
| 2016年   |                                                         | |                                                                    |                                                             |
| 6月29日  | Are You Ready 7th-TYPES??                               | SiSH | 「さよならレイニーレイディ」                                       | ゲーム『Tokyo 7th シスターズ』関連曲                        |
| 11月23日 | ハイスクール・フリート BD・DVD第6巻完全生産限定版特典CD | 若狭麗緒（清水彩香） | 「C・H・A・T・T・Y」                                               | テレビアニメ『ハイスクール・フリート』関連曲                |
| 2017年   |                                                         | |                                                                    |                                                             |
| 4月19日  | t7s Longing for summer Again And Again 〜ハルカゼ〜     | 777☆SISTERS | 「ハルカゼ〜You were here〜」                                      | ゲーム『Tokyo 7th シスターズ』関連曲                        |
| 8月13日  | スタートライン/STAY☆GOLD                                | 777☆SISTERS | 「スタートライン」 「STAY☆GOLD」                                   | ゲーム『Tokyo 7th シスターズ』関連曲                        |
| 2018年   |                                                         | |                                                                    |                                                             |
| 2月23日  | つうかあ BD・DVD第2巻特典CD                             | Void_Chords feat. 川真田かなえ（清水彩香）、栗林たまえ（森島亜梨紗） | 「Feel your breath」                                               | テレビアニメ『つうかあ』関連曲                              |
| 7月4日   | THE STRAIGHT LIGHT                                      | SiSH | 「プレシャス・セトラ」                                             | ゲーム『Tokyo 7th シスターズ』関連曲                        |
| 10月10日 | MELODY IN THE POCKET                                    | 777☆SISTERS | 「MELODY IN THE POCKET」                                           | ゲーム『Tokyo 7th シスターズ』関連曲                        |
| 10月10日 | MELODY IN THE POCKET                                    | SU♡SUTA（きゅうとな） | 「ラブリー♡オンリー」                                              | ゲーム『Tokyo 7th シスターズ』関連曲                        |
| 2019年   |                                                         | |                                                                    |                                                             |
| 6月19日  | NATSUKAGE -夏陰-                                        | 777☆SISTERS | 「NATSUKAGE -夏陰-」 「夏のビードロ☆シンフォニー」                 | ゲーム『Tokyo 7th シスターズ』関連曲                        |
| 11月20日 | UP-DATE × PLEASE!!! ver 3.4.5                           | 早乙女三沙（清水彩香）、早乙女四乃（逢田梨香子）、早乙女五夜（加隈亜衣） | 「UP-DATE × PLEASE!!! ver 3.4.5」                                  | テレビアニメ『戦×恋』エンディングテーマ                     |
| 11月20日 | UP-DATE × PLEASE!!! ver 3.4.5                           | 早乙女一千花（内山夕実）、早乙女二葉（原由実）、早乙女三沙（清水彩香）、早乙女四乃（逢田梨香子）、早乙女五夜（加隈亜衣）、早乙女六海（日高里菜）、早乙女七樹（本渡楓）、早乙女八雲（河瀬茉希）、早乙女九瑠璃（小岩井ことり）                         | 「UP-DATE × PLEASE!!!!!!!!!」                                      | テレビアニメ『戦×恋』エンディングテーマ                     |
| 11月20日 | UP-DATE × PLEASE!!! 全巻購入特典CD                      | 早乙女一千花（内山夕実）、早乙女二葉（原由実）、早乙女三沙（清水彩香）、早乙女四乃（逢田梨香子）、早乙女五夜（加隈亜衣）、早乙女六海（日高里菜）、早乙女七樹（本渡楓）、早乙女八雲（河瀬茉希）、早乙女九瑠璃（小岩井ことり）、亜久津拓真（広瀬裕也） | 「UP-DATE × PLEASE!!!!!!!!! Ver. X」                               | テレビアニメ『戦×恋』関連曲                                 |
| 2020年   |                                                         | |                                                                    |                                                             |
| 4月29日  | 百華繚乱 弐                                             | 鶯丸友成（清水彩香）、鯰尾藤四郎（和多田美咲）、蛍丸国俊（立花芽恵夢） | 「Endless Summer 1899」                                            | ゲーム『天華百剣 -斬-』関連曲                               |
| 11月25日 | Across the Rainbow                                      | 777☆SISTERS | 「Across the Rainbow」 「リボン」                                  | ゲーム『Tokyo 7th シスターズ』関連曲                        |
| 11月25日 | Across the Rainbow                                      | 777☆SISTERS | 「Departures -あしたの歌-」                                        | 劇場アニメ『Tokyo 7th シスターズ -僕らは青空になる-』主題歌 |
| 2021年   |                                                         | |                                                                    |                                                             |
| 7月21日  | 百華繚乱 参                                             | 鶯丸友成（清水彩香）、大兼光（杉山里穂）、五虎退吉光（野村真悠華） | 「はじまりの鐘」                                                   | ゲーム『天華百剣 -斬-』関連曲                               |
| 2022年   |                                                         | |                                                                    |                                                             |
| 11月16日 | Make our sound                                          | Tokyo 7th シスターズ | 「Make our sound」                                                 | ゲーム『Tokyo 7th シスターズ』関連曲                        |